# Staufferhaus

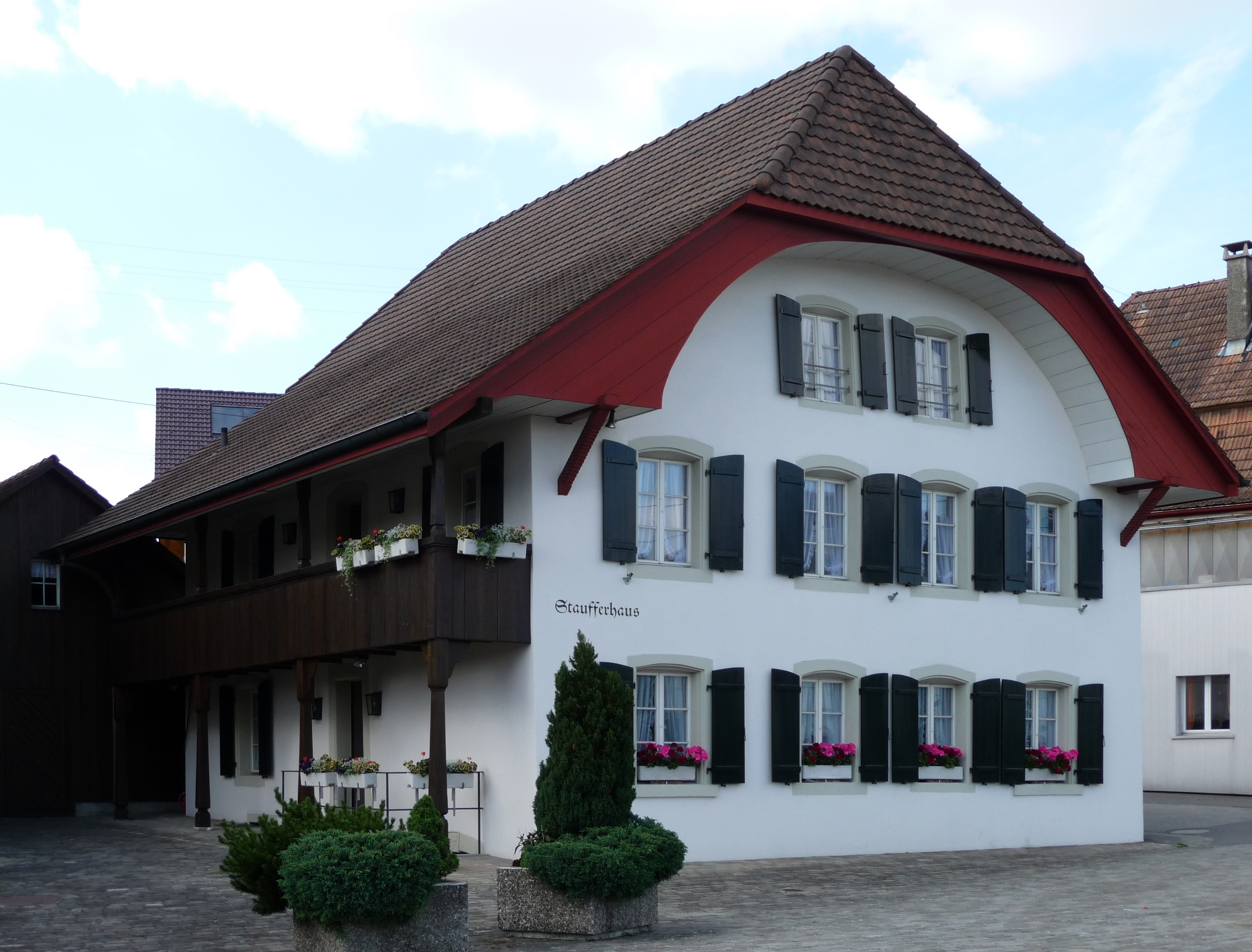
Staufferhaus Unterentfelden

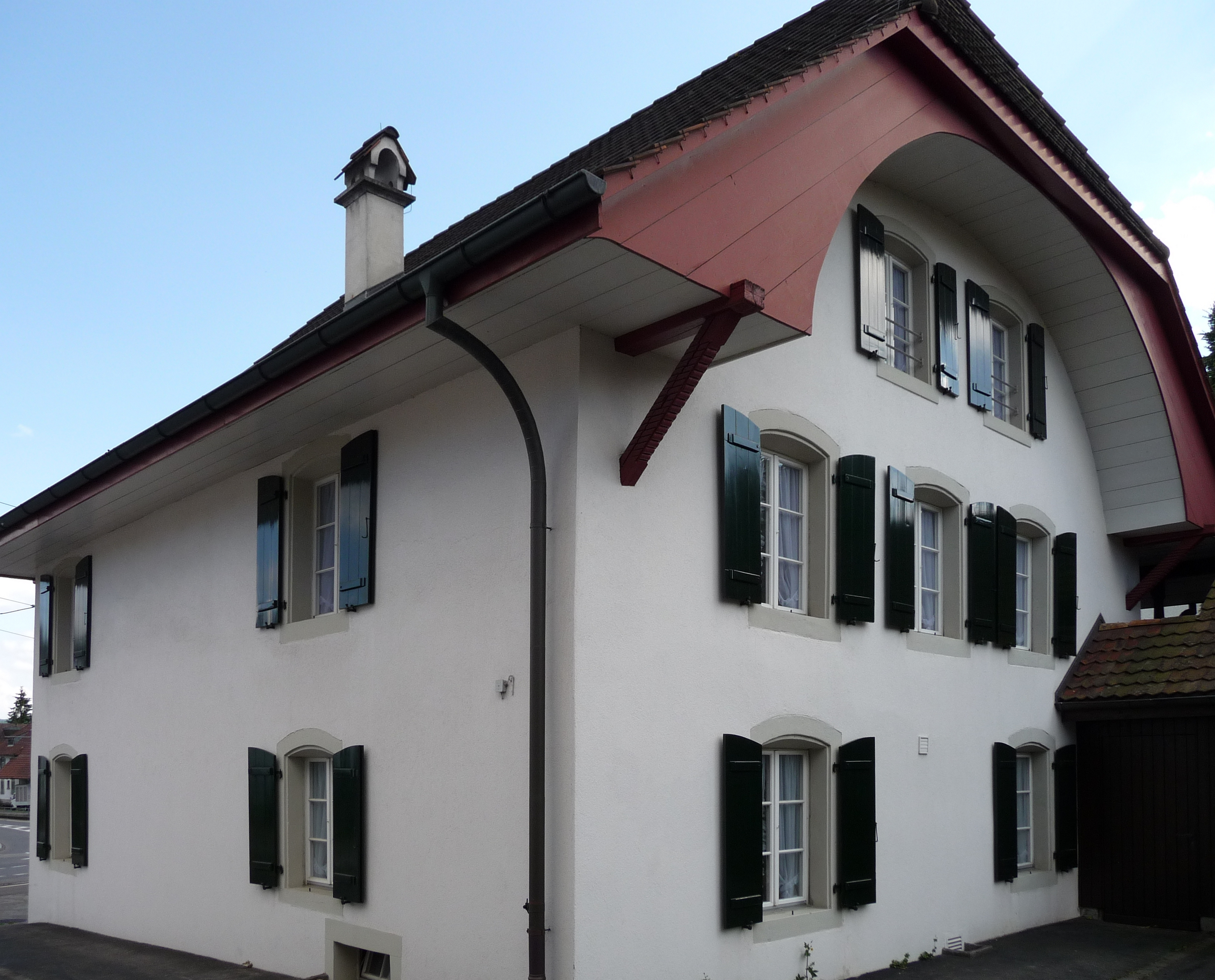
Rückseite des Gebäudes

Das Staufferhaus ist ein Schweizer Museum und gehört zu den Kultureinrichtungen des Kantons Aargau. Es befindet sich an der Hauptstrasse 1 in Unterentfelden.

## Geschichte
Das Staufferhaus wurde im 18. Jahrhundert erbaut und diente zeitweise als Weinhandlung. In den Jahren 1981/82 wurde das Gebäude restauriert und umgebaut. Seither dient es als Museum der Gemeinde Unterentfelden. Die darin enthaltene Sammlung "Alt Unterentfelden" zeigt historische Gegenstände wie Hausgeräte, landwirtschaftliche Geräte, Handwerksgeräte, Masse und Gewichte, alte Laternen, Uniformen, Waffen und Dokumente. Weiter dienen die Räumlichkeiten auch für Vorträge, Ausstellungen und kleinere Anlässe.

## Architektur
Das Gebäude ist im Stil des altbernischen Landbarocks erbaut und weist eine Giebelründe auf.